# Керимов, Ариф Пашаевич
Ариф Пашаевич Керимов (род. 4 мая 1952, Карабулах, Варташенский район (ныне Огузский район Азербайджана), Азербайджанская ССР, СССР) — российский общественный и политический деятель. Президент и Председатель Совета Федеральной лезгинской национально-культурной автономии. Член Совета при Президенте Российской Федерации по межнациональным отношениям.

## Биография
Родился 5 мая 1952 года в селе Карабулах Варташенского района Азербайджанской ССР. По национальности — лезгин. Окончил филологический факультет Бакинского государственного университета имени С. М. Кирова. Его брат Керимов Вагиф Пашаевич — предприниматель и общественный деятель.
Трудовую деятельность начал в июле 1972 года младшим редактором Главной редакции «Новостей» Госкомитета Совета Министров Азербайджанской ССР по телевидению и радиовещанию.
С 1974 по 1975 год — проходил службу в Советской Армии.
С февраля 1976 года по март 1980 год — учитель Астрахановской и Карабулагской средней школы Варташенского района Азербайджанской ССР.
С марта 1980 по апрель 1991 год — Председатель исполнительного комитета Беюк-Соютлинского сельского совета народных депутатов Азербайджанской ССР.
С июня 1991 по ноябрь 1996 год — председатель агрофирмы «Дагестан».
Вместе с представителями лезгинской общественности является сооснователем «Лезгинской демократической партии Азербайджана» (позже — «Партия национального равенства Азербайджана»), созданной в августе 1992 года. Керимов занимал должность заместителя председателя партии до 1995 года. Также Ариф Керимов был учредителем и спонсором первой в Азербайджанской Республике лезгинской газеты «Алпан», издававшейся в 1993—1994 годах.
С апреля 1999 года до настоящего времени — Президент Федеральной лезгинской национально-культурной автономии (ФЛНКА).
Керимов является членом экспертно-консультативного совета при Межведомственной рабочей группе по вопросам межнациональных отношений, руководимой вице-премьером Виталием Мутко.
Ариф Пашаевич Керимов входит в состав Консультативного совета по делам национально-культурных автономий при Федеральном агентстве по делам национальностей и Совета руководителей федеральных национально-культурных автономий при Комитете Государственной Думы по делам национальностей.
Ариф Керимов также являлся главным редактором общероссийской общественно-политической газеты «Лезгинские известия», которая выходила в свет до 2009 года.
Член Союза журналистов России.

## Общественно-политическая деятельность

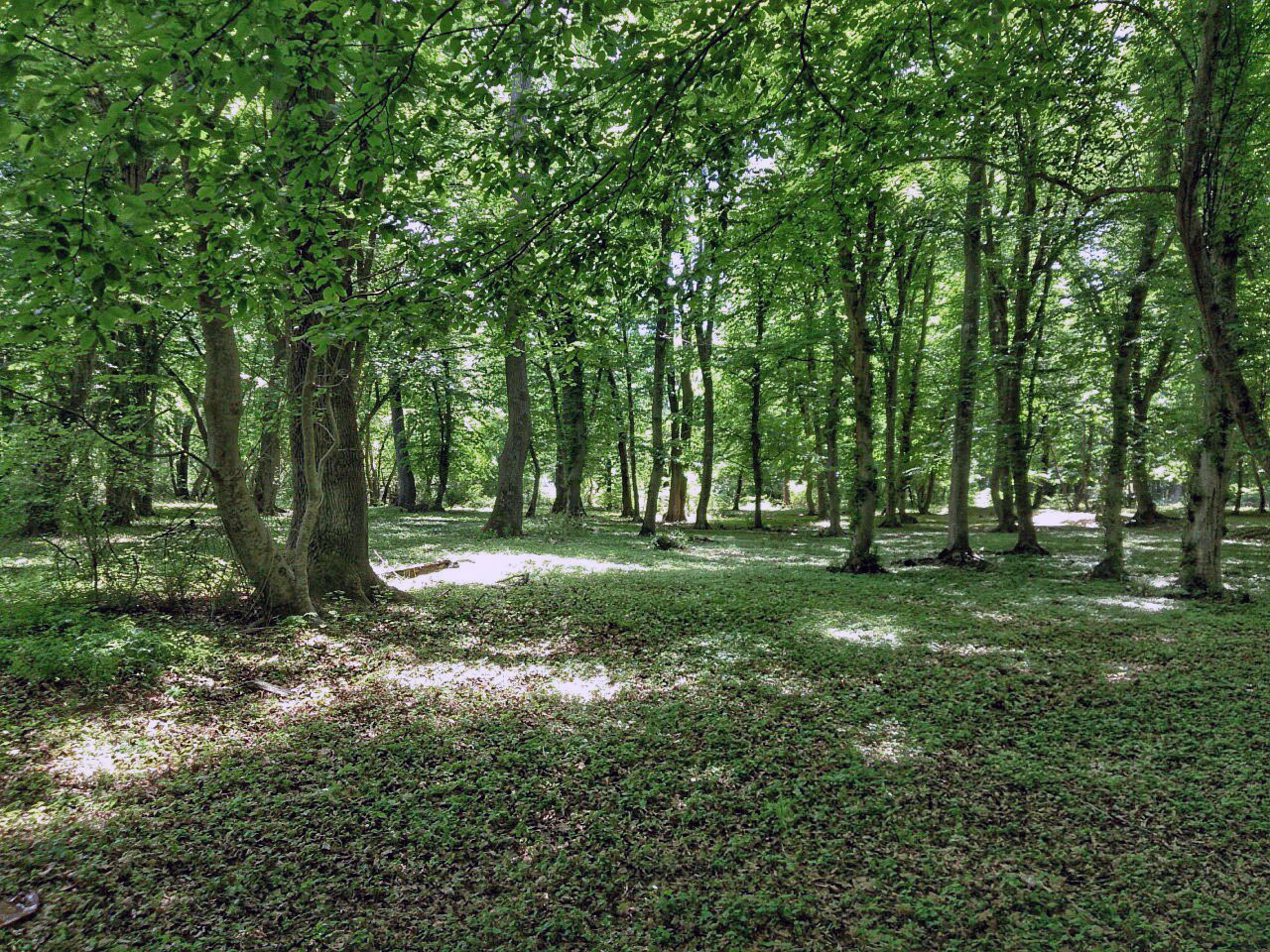
Самурский лес

В качестве общественно-политического деятеля Ариф Пашаевич представляет организацию на международной арене, государственных институтах, а также в публичном пространстве. Ариф Керимов является активным общественным деятелем, занимается благотворительством, культурным меценатством, национальной политикой лезгин, защищая их интересы в России и на международной арене. Регулярно выступает за активное сотрудничество общественных организаций и органов власти РФ государственного и регионального уровня, в частности, за конструктивное взаимодействие ФЛНКА и руководства Республики Дагестан. Также поддерживает налаживание диалога с властями Азербайджанской Республики.
В 1999 году баллотировался в Госдуму в составе «Сталинского блока — за СССР».
26 августа 2003 года объявил о намерении присоединиться к «блоку Сергея Глазьева».
Участник круглого стола «Национально-культурные особенности развития народов Южного Дагестана» 2006 года.
В 2012 году Ариф Керимов избран в Совет при Президенте РФ по межнациональным отношениям (входит в комиссию по мониторингу и разрешению конфликтных ситуаций в сфере межнациональных отношений).
В июле 2013 года инициировал создание Координационного совета лезгинских общественных объединений.
В июле 2017 года в ходе заседания Совета по межнациональным отношениям при Президенте России Ариф Керимов озвучил две злободневные проблемы лезгин в РФ: отсутствие поддержки вынужденным переселенцам из бывших российских эксклавов Храх-Уба и Урьян-Уба и ситуация с реликтовым Самурским лесом в Дагестане (ФЛНКА поддержала протест местных жителей и провела комплекс мероприятий по недопущению добычи подземных вод в дельте реки Самур по проекту водовода «Самур-Дербент», что угрожало высыханием уникального леса, экологической и социальной катастрофой). По итогам заседания президент Владимир Путин поручил Правительству РФ провести дополнительную оценку гидрогеологической обстановки в районе заказника «Самурский».
На президентских выборах России 2012 и 2018 года поддержал кандидатуру Владимира Путина.
30 мая 2018 года получил благодарность Президента Российской Федерации «за достигнутые трудовые успехи, активную общественную деятельность и многолетнюю добросовестную работу».
29 ноября 2019 года Ариф Керимов принял участие в первом заседании Совета по межнациональным отношениям на Северном Кавказе (Нальчик, (Кабардино-Балкария)). На заседании Межнацсовета также присутствовал Президент России Владимир Путин. По итогам заседания учреждено год народного искусства и нематериального культурного наследия народов России, запланированный на 2022 год.
С 2013 года Ариф Керимов привлекался в качестве эксперта к разработке государственной программы РФ «Развитие Северо-Кавказского федерального округа», срок которой заканчивается в 2025 году.
Керимов — инициатор образовательных программ обмена студентов для повышения квалификации, различных культурных мероприятий с целью популяризации лезгинской культуры.

## Награды
- 2018 - Благодарность Президента Российской Федерации «За достигнутые трудовые успехи, активную общественную деятельность и многолетнюю добросовестную работу»[21];
- 2022 - Почетная грамота Федерального агентства по делам национальностей "За существенный вклад в реализацию государственной национальной политики Российской Федерации";
- 2022 - Медаль Совета безопасности Российской Федерации "За заслуги в обеспечении национальной безопасности";
- 2022 - Почётная грамота Республики Дагестан "За достигнутые трудовые успехи и многолетнюю общественную деятельность[22]".
- 27 февраля 2023 — Медаль ордена «За заслуги перед Отечеством» II степени — за активную общественную деятельность и многолетнюю добросовестную работу[23]

## Международная деятельность
Возглавляемая Арифом Керимовым ФЛНКА — крупнейшая национальная организация лезгинского этноса в РФ и единственная национально-культурная автономия России, обладающая консультативным статусом при Экономическом и Социальном Совете ООН и являющая таких международных объединений, как Организация непредставленных наций и народов (UNPO) и Федералистский союз европейских национальных меньшинств (FUEN).
В ноябре 2012 года в качестве главы делегации ФЛНКА принимал участие 11-й Генеральной Ассамблее Организации непредставленных народов в Женеве, соавтор Итоговой резолюции.
Ежегодно проводит встречи с членами Европарламента по вопросам защиты прав национальных меньшинств и коренных народов. Также инициировал переговоры о возможном открытии Представительства ФЛНКА в Брюсселе.
В 2015 году Ариф Керимов возглавлял делегацию ФЛНКА, принимавшую участие в Заседании ОБСЕ по реализации мер по вопросам человеческого измерения (HDIM) в Варшаве, на котором был озвучен доклад и рекомендации ФЛНКА по улучшению ситуации с реализации правами лезгин в Азербайджане. В этот период Керимов провёл встречу и достиг договорённостей о сотрудничестве с верховным комиссаром ОБСЕ по правам национальных меньшинств Астрид Турс.
1 февраля 2016 года Ариф Керимов в составе делегации ФЛНКА принял участие в Сессии Комитета ООН по неправительственным организациям в Нью-Йорке. В своём докладе Керимов рассказал о разделённости лезгинского народа, возникающей в связи с проблемами сохранения культурного единства, идентичности, языка. Он отстаивал мнение о необходимости защиты прав национальных меньшинств и коренных народов, в том числе через посредничество международных организаций.
Ариф Керимов Является автором инициативы по получению Федеральной лезгинской НКА специального консультативного статуса при Экономическом и Социальном Совете ООН в июне 2019 года.

## Критика
Ариф Керимов нередко подвергается критике со стороны отдельных общественных деятелей за недостаточно резкую, на их взгляд, риторику в адрес Азербайджана и руководства этой страны. Другие, напротив, винят Керимова в радикальных выпадах, вплоть до обвинений в «разжигании розни» между народами.